# Celtis biondii
Celtis biondii là một loài thực vật có hoa trong họ Cannabaceae. Loài này được Pamp. mô tả khoa học đầu tiên năm 1910.